# Richard Sheldon
Richard Sheldon (Rutland, Vermont, 9. srpnja 1878. - New York City, New York, 23. siječnja 1935.) je pokojni američki atletičar koji se natjecao u disciplinama bacanja kugle i diska.

## Karijera
Poput starijeg brata Lewisa, Dick je bio odličan atletičar u njujorškom atletskom klubu New York AC i Sveučilištu Yale. Prvi veći uspjeh ostvario je 1896. osvajanjem IC4A Championshipa. Godinu potom bio je drugi u bacanju kugle i treći u bacanju kladiva na britanskom prvenstvu. Svoj talent je potvrdio 1899. kada je slavio u bacanju kugle i diska na amaterskom AAU Championshipu dok je u bacanju diska postavio svjetski rekord od 37,27 metara.
Sheldon 1900. nastupa na Olimpijadi u Parizu gdje u bacanju kugle postaje najmlađi olimpijski pobjednik u toj disciplini. Na istim igrama je osvojio i broncu u bacanju diska a na istima se istaknuo i njegov brat Lewis.
Najbolji rezultat u bacanju diska ostvario je 1904. s rezultatom 14,25 metara. Osim atletikom, Richard Sheldon se tijekom studija na Yaleu bavio i američkim nogometom.
Nakon diplome, Sheldon se zaposlio u automobilskom proizvođaču Cadillacu.

## Vanjske poveznice
- Profil Richarda Sheldona na Sports-reference.com  Arhivirana inačica izvorne stranice od 24. kolovoza 2011. (Wayback Machine)